# 台灣共和國

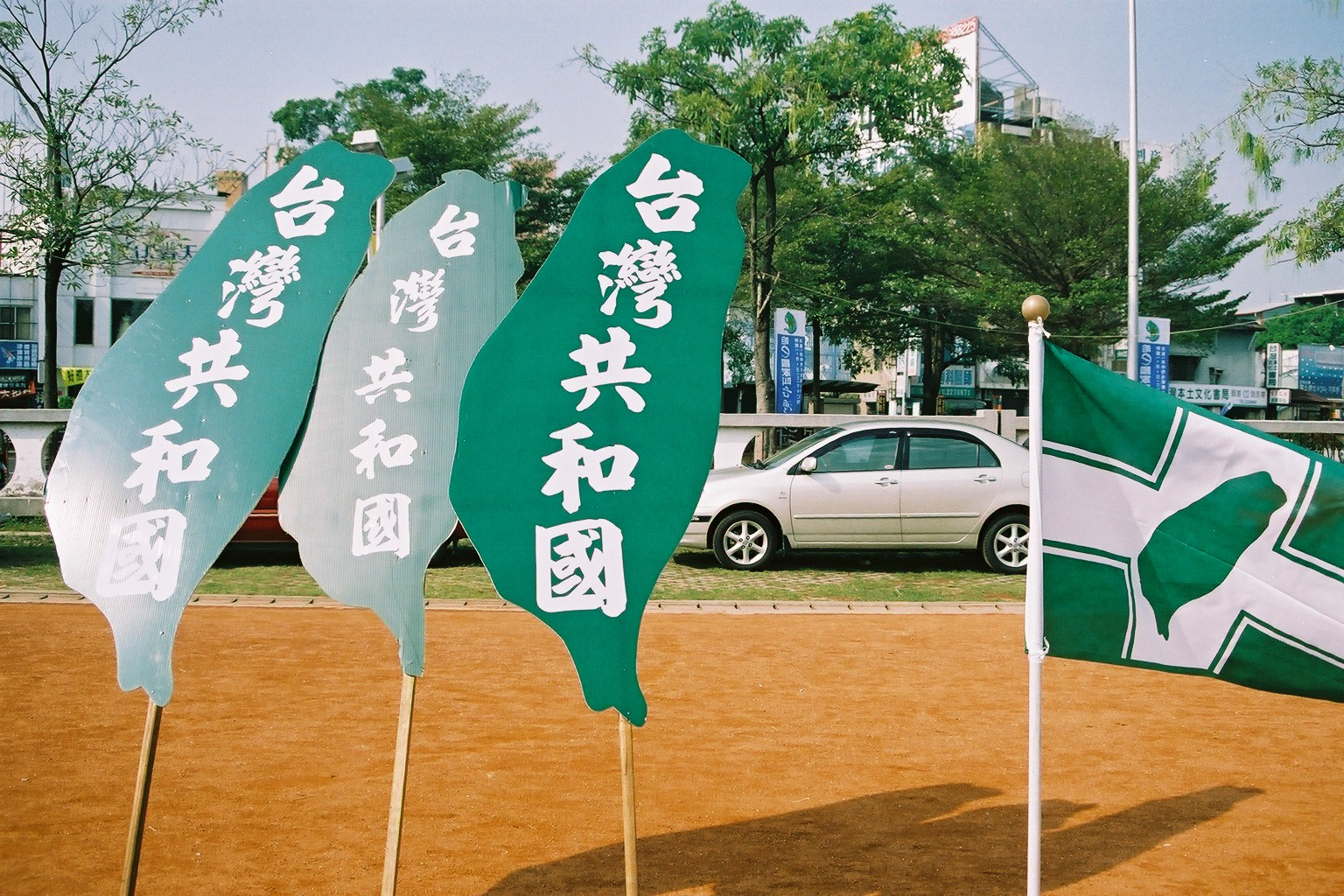

台灣共和國或台灣國，指台灣獨立運動支持者主張以台灣及其附屬島嶼（含澎湖群島）建立的獨立主權的共和制國家。在台灣獨立運動中，主張採取這個建國路線的人，又被稱為台獨派。
台灣共和國在台灣日治時期1920年代後半的台獨運動家之間提倡流傳。第二次世界大戰結束後，台灣被中華民國接收，經過二二八事件的衝擊，以台灣人廖文毅為中心的台灣獨立運動家於1956年在日本東京創辦台灣共和國臨時政府。

## 歷史

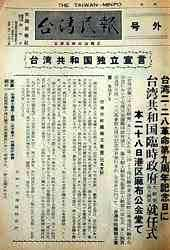
《台灣民報》報導台灣共和國臨時政府於1956年2月28日（二二八革命第九周年紀念日）成立，公布獨立宣言，廖文毅博士獲推選就任大統領

台灣自從日本統治時期以來，建立台灣共和國是台灣獨立人士的主要訴求之一。台灣獨立運動最早可追溯至甲午戰爭戰敗之後，清朝將台灣與澎湖割讓給日本，當時的台灣人民為抵抗日軍，於1895年5月25日成立了「台灣民主國」。後來建立台灣共和國成為台灣共產黨在日治時期作為脱離日本統治以及民族解放的重要訴求。至於正式組織的理念同樣由日治時期的台灣共產黨開始。戰後二二八事件之後的台灣獨立運動中也有人主張建立台灣共和國，例如1956年廖文毅等人組成的台灣共和國臨時政府以及1970年成立的台灣獨立建國聯盟。
1959年9月，美國康隆學社（Conlon Associates）受參議院外交委員會委託，作出一份美國對華政策白皮書，共有八項，
其中一條建議設置台灣共和國以解決兩岸問題。

## 概要

### 國旗、國歌、國徽
目前為止，國旗、國歌、國徽尚未有具體共識。1980年代以来，民间各类“臺灣憲法”版本中，有数个版本称“國旗、國徽及國歌以法律定之”:11。
1993年4月，鄭兒玉創作出歌曲《台灣翠青》，並將歌詞交由旅居洛杉磯的音樂家蕭泰然作曲，於同年十月完成歌譜。後來此首詩歌在1994年初夏發表，為了符合各地各族群傳唱需要，除台語版外，又被翻譯為六種語言版本，包括阿美語、客語、華語、英語及日語。
1994年6月24、25日，於第二次台灣人民制憲會議中，選出了四族同心旗（或稱八菊旗），由劉瑞義牧師設計，象徵台灣命運共同體的四族同心旗，是將四顆心各自切開，形成八個花瓣，整體看起來像朵「菊花」。
八片菊瓣雖被認為有親日（類似日本皇室十六片菊瓣徽章、日本國徽16菊瓣徽章、日本公民10菊瓣徽章、日本殖民地8菊瓣徽章）之涵意，然而，其圖騰為象徵1990年台灣學運的野百合。
台灣獨立建國聯盟中的部分人士曾提出把1990年三月學運會場中正紀念堂廣場的野百合塑像納入未來的正名後的台灣國旗，其旗幟尚未有固定圖樣。

台獨活動場合中常見的世界台灣人大會台灣旗[3]
於1996年暫擬的台灣共和國國旗
台字翠青旗

### 國號

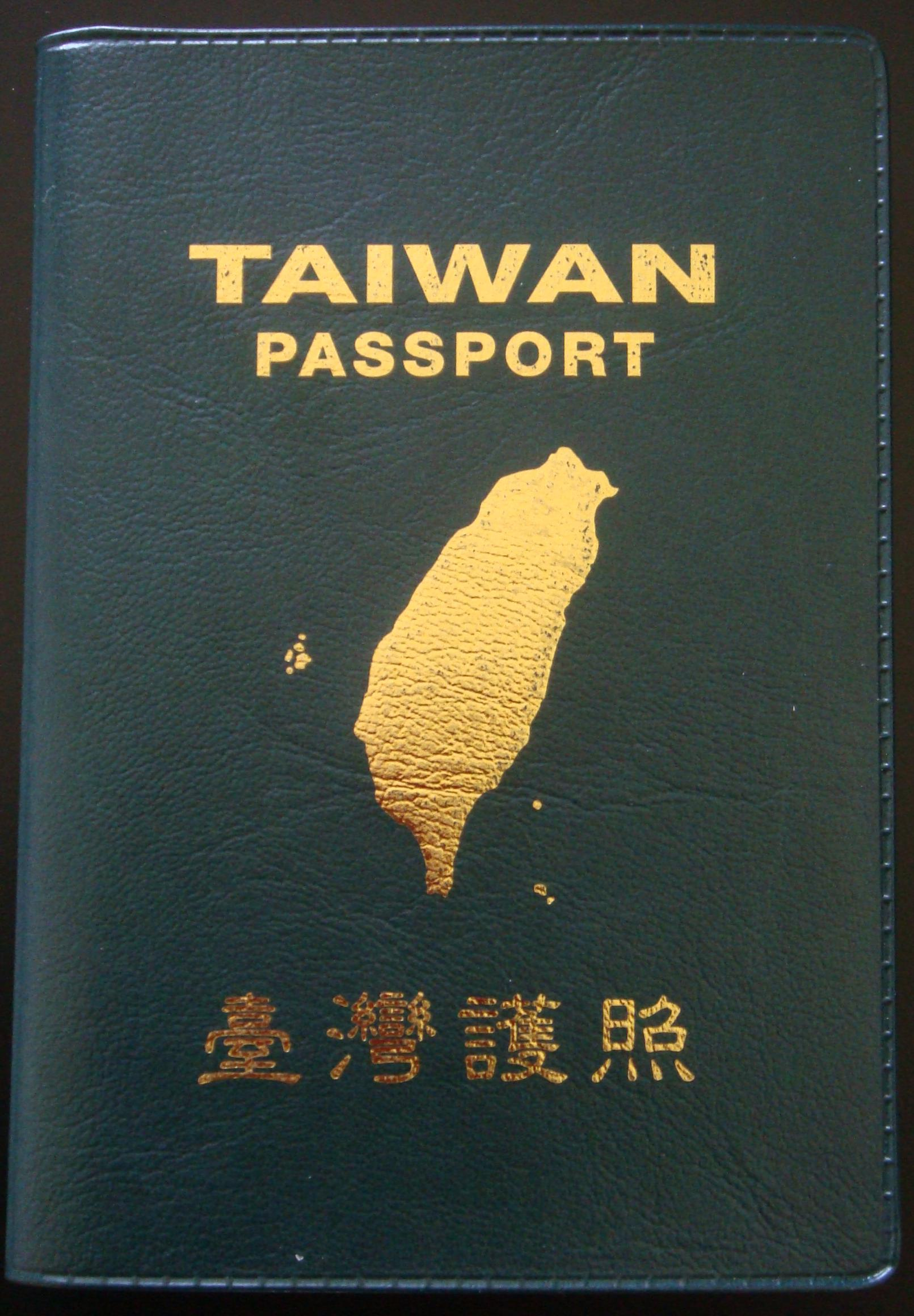
民間製作的台灣國護照套

在台灣正名運動中，較常用的名字是「台灣共和國」。各类“臺灣憲法”版本中，国号常用“台湾”、“台灣共和國”。亦有李宪荣使用“台湾民主国”的例子:11。
「台灣共和國」（Republic of Taiwan）縮寫「ROT」在英文為腐敗之意，所以亦有「台灣民國」（或）、「台灣國」（State of Taiwan）、「台灣民主共和國」（Democratic Republic of Taiwan）、「中華台灣共和國」（Chinese Republic of Taiwan）等英文名稱之倡議。

### 國幣
1999年由建國黨發行一套100元到5000元的紙鈔。

### 领土
目前，中华民国实控领土是以台湾岛为主体的臺澎金馬。其中金馬地區、東沙島（東沙群島）、太平島、釣魚臺是传统上不属于台湾的「海外島嶼」。除覆盖台湾岛、澎湖群島的臺灣省外，在兩岸分治前的中華民國行政區劃中，其余地区分属广东、福建、海南三省。中华人民共和国在法律上对臺澎金馬的行政划分，与中华民国大体相同，分属广东、台湾、福建、海南四省。
民间各类“台湾宪法”版本对台灣共和國的领土主张，分为三种情况：不涉及、放弃金马地区、维持现有实控领土。如1991年8月26日，民进党发表“人民制宪会议”制定的“台湾宪法草案”第四條：台灣之領土包括台灣本島、澎湖群島、金門、馬祖、附屬島嶼及國家權力所及之其他地區:9—11。

#### 金马地区的主权主张
金马地区本身是中華民國在中國大陸擁有主權的象徵。1956年1月，廖文毅在日本成立台灣共和國臨時政府，8月公布《台湾共和国临时宪法》。其中，“第二条 台湾共和国的领土，包括台灣本島、澎湖群島、及新南群岛”:255，金马地区已被排除。
1990年代以来，台湾舆论中有金馬放棄論的观点。中华人民共和国作者、2004年的文章提及在1991年8月民进党召集“人民制宪会议”制定“台湾宪法草案”之前已经存在至少8个的“台湾新宪法草案”版本。其中，1975年許世楷起草、1988年修改后发表的“台湾共和国宪法草案”第四条对领土的主张与其它版本不同:10—12。该草案第四条：“台灣共和國的領土，不包括金門、馬祖等中國沿岸諸島嶼。該諸島嶼住民在台灣共和國放棄該諸島嶼以前，得移住來台灣，並選擇台灣共和國國籍。”
2004年11月7日，台灣教授協會公布「台灣共和國憲法草案」初稿，其中領土排除金馬地區，僅包括台灣本島、澎湖群島、附屬島嶼及國家權力所及的其他地區，金門、馬祖地區得依公民投票決定其歸屬；金馬地區經公投若表達歸屬「台灣共和國」意願，國會得制定特別法適用於金馬地方組織。

#### 太平岛、东沙岛的主权主张
2020年3月，國民黨籍立委陳玉珍的「中華民國是一個國家，但台灣不是」言论引发争议。4月1日，前國民黨籍立委蔡正元表示对陳玉珍的支持，他说：「可以確定的是，台灣國的領土不會也不可能包括金門、馬祖、太平島、東沙島，甚至也不可能包括澎湖，最後有可能也不包括台灣島」。蔡正元提及的太平岛、東沙島（東沙群島）曾由日本控制，日本無條件投降后，由「臺灣省行政長官公署」接收，但划归广东省管辖。中华人民共和国方面亦划归广东省及海南省。
与有常住居民的金马地区不同，一直以来，太平岛、東沙島仅有中華民國國軍常驻。2000年，太平岛、東沙島相继由军方转属「行政院海岸巡防署」。行政区划上，业已划归高雄市。時任中華民國國防部部長唐飛在立法院報告的主要理由之一：國軍無防守東、南沙之能力:82。到2020年代，台湾舆论中已存在中华人民共和国可能攻占東沙島等台湾外岛的担忧。相关政治讨论亦提及，若台海冲突，是否放弃太平岛。台灣國際法學會副秘書長林廷輝表示，這個目前沒答案，涉及台灣民眾心態問題，茲事體大。南海仲裁案前期，时任民進黨主席蔡英文在2015年5月表示，民進黨不會放棄太平島的主權，是主張南海主權爭議依國際法和平處理。2016年7月，南海仲裁案结果发布后，蔡英文政府表示「绝不接受」，重申中华民国主权。台獨派则从「台湾不属于中国」的角度，表达对蔡英文政府不接受南海仲裁的不满。

## 使用場合
2002年4月，美國總統喬治·華克·布希在歡迎中華民國以“中華臺北”（全稱：臺澎金馬個別關稅領域）的身份加入世界貿易組織時，說出。事後美國官方並未澄清或更正。
2017年1月11日，尼加拉瓜總統奧蒂嘉就職，稱蔡英文是「台灣共和國總統」
宏都拉斯政府總統或其官員拜訪中華民國自由地區時的致詞（2016年）或在其他國際場合，常會直接將中華民國稱為「台灣共和國」（República de Taiwán）。
薩爾瓦多外交部在2018年8月21日與中華民國斷交之前曾用過稱呼中華民國。

### 引用
1. ↑  洪博學，美國除蔣計畫和「兩個中國」 （页面存档备份，存于），民報
2. 1 2 3 4  张文生. . 台湾研究集刊 (福建省厦门市: 厦门大学台湾研究院). 2004, (2004年03期): 8—15. ISSN 1002-1590 （简体中文）.
3. 1 2  陳金萬. . 《新台灣新聞週刊》. 2007年, 第594期  [2008-02-11]. （原始内容存档于2018-01-02） （中文（臺灣））.
4. ↑  陳儀深. . 群策會. 2004-11-28 （中文（臺灣））.[永久]
5. 1 2  黎蝸藤. . 關鍵評論. 2021-04-09  [2022-06-09]. （原始内容存档于2022-06-08） （繁体中文）. 兩岸形勢逐漸緊張。有傳言認為，中國或會攻占一台灣「外島」小試牛刀兼殺雞儆猴。這帶出一個有趣的問題，中華民國台灣究竟擁有多少「不屬台灣」的「外島」呢？[……]總結一下，以上五個地區，金門、馬祖、東沙、太平島和釣魚臺，可歸入在中華民國台灣統治下或聲稱擁有主權的領土，然而在傳統上不屬於傳統台灣（台澎地區）或「台灣本部」的「海外島嶼」。
6. 1 2  罗立邦. . 风传媒. 2021-10-31  [2022-06-09]. （原始内容存档于2021-10-31） （简体中文）. 华府智库近日的模拟兵推报告指出，若中国攻占东沙岛，建议台湾应采取“毒蛙战术”，引起关注[……]郭正亮举例，中国要拿下太平岛、东沙岛非常容易，大概30分钟就结束，要拿东引、马祖也没有困难，金门驻军目前只剩3000人，讲白了这5个地方一直以来都不是台澎的一部份，而东沙如同金、马一直以来都有两岸主权重叠的争议。郭正亮指出，在国际法上，两岸真正没有主权重叠的地方只有台湾和澎湖，所以如果中国拿下外岛，搞不好独派会很高兴，这种论调中方也研究过，所以这不是能不能拿下的问题，而是拿到之后政治上有什么得分？[……]
7. ↑  陳炳楠.  (博士论文). 國立臺灣師範大學政治學研究所. 2012  [2022-04-25]. （原始内容存档于2022-05-31） （繁体中文）.
8. ↑  . 鄭南榕基金會紀念館網站，来源：時代總號254期，1988年12月10日.   [2022-04-23]. （原始内容存档于2022-04-19） （繁体中文）.
9. ↑  . 人间福报网站. 2004-11-08  [2022-03-28] （繁体中文）.
10. ↑  記者：蘇晏男. . ETtoday新聞雲. 2020-04-01  [2022-04-08] （繁体中文）.
11. ↑  張豪.  (PDF). 海軍學術雙月刊第52卷第2期 (台湾: 國防部海軍司令部督察長室). 2018, (2018年): 82—95. ISSN 2076-9067 （繁体中文）.
12. ↑  记者：黄春梅. . 责编：许书婷、温晓平，网编 瑞哲. 自由亚洲电台网站. 2022-04-19  [2022-06-09]. （原始内容存档于2022-06-08） （简体中文）.
13. ↑  丁世傑. . 中时新闻网. 2021-09-20  [2022-06-09]. （原始内容存档于2022-06-08） （繁体中文）. 民進黨17日舉行「國安與兩岸情勢」研討會，有網友提到，若台海發生衝突，太平島被攻擊，是否要放棄太平島？台灣國際法學會副秘書長林廷輝表示，這個目前沒答案，涉及台灣民眾心態問題，茲事體大。[……]
14. ↑  記者：楊思瑞. . 中央社网站. 2015-05-26  [2022-06-09]. （原始内容存档于2022-06-08） （繁体中文）.
15. ↑  记者：陈民峰. . RFI - 法国国际广播电台网站. 2016-07-20  [2022-06-09]. （原始内容存档于2022-06-08） （简体中文）.
16. ↑  . 台灣新聞報. 2002-04-06  [2014-06-13]. （原始内容存档于2014-07-15） （中文（臺灣））.
17. ↑  CNN Staff. . CNN. 2002-04-05  [2014-11-10]. （原始内容存档于2016-03-05） （英语）.
18. ↑  . AP (The Associated Press) Archive. 2002-04-05  [2018-07-03]. （原始内容存档于2021-09-24）. That's important to recognise and welcome both countries. Both the Republic of Taiwan and of course China into the World Trade Organisation
19. ↑  .   [2017-01-13]. （原始内容存档于2017-01-18）.
20. ↑  . 自由時報. 2016-10-03  [2018-07-04]. （原始内容存档于2020-10-25） （中文（臺灣））.
21. ↑  . TVBS. 2007-09-26  [2014-06-13]. （原始内容存档于2013-10-04） （中文（臺灣））.
22. ↑  . 薩爾瓦多外交部. 2012-11-12  [2014-06-13]. （原始内容存档于2014-11-10） （西班牙语）.

## 外部連結
- 400 Years of History （页面存档备份，存于）（英文）
- 台灣國網站 （页面存档备份，存于）（中文）
- 許世楷：《台灣共和國憲法草案》（中文）